# Pentasyllabe
Le pentasyllabe est un vers de cinq syllabes.

## Usage
Le pentasyllabe (en grec, pente = « cinq ») est le vers de cinq syllabes.

À l'instar des autres vers courts, il est surtout employé en hétérométrie,. Par exemple, dans La Musique de Charles Baudelaire, où il est utilisé en alternance avec l'alexandrin :
La musique souvent me prend comme une mer !

Vers ma pâle étoile,

Sous un plafond de brume ou dans un vaste éther,

Je mets à la voile ;

La poitrine en avant et les poumons gonflés

Comme de la toile,

J'escalade le dos des flots amoncelés

Que la nuit me voile ;

Je sens vibrer en moi toutes les passions

D'un vaisseau qui souffre ;

Le bon vent, la tempête et ses convulsions

Sur l'immense gouffre

Me bercent. D'autres fois, calme plat, grand miroir

De mon désespoir !
— Charles Baudelaire, Les Fleurs du mal, « La Musique »
L'effet de clausule du pentassyllabe est également employé par Milosz, notamment dans « H » de Adramandoni, où il termine les dix quatrains de vers libres du poème par un quatrain de pentasyllabes :
Année, Lémuel.

Le temps pauvre et long.

Une eau chaude et grise.

Un jardin brûlé.
— Oscar Vladislas de Lubicz Milosz
On trouve également le pentassyllabe utilisé en isométrie, mais plus rarement, bien qu'il soit fréquent dans la chanson et à toutes les époques,. Par exemple, dans Au clair de la lune, ou dans des poèmes qui s'inspirent de la chanson, comme Cantate de Bettine d'Alfred de Musset.

Victor Hugo l'utilise également en isométrie dans deux strophes des Djinns :
La rumeur approche.

L'écho la redit.

C'est comme la cloche

D'un couvent maudit ;

Comme un bruit de foule,

Qui tonne et qui roule,

Et tantôt s'écroule,

Et tantôt grandit,
— Victor Hugo, Les Djinns
Et :
D'étranges syllabes

Nous viennent encor ;

Ainsi, des arabes

Quand sonne le cor,

Un chant sur la grève

Par instants s'élève,

Et l'enfant qui rêve

Fait des rêves d'or.
— Victor Hugo, Les Djinns
Ou dans « Le long pour l'un pour l'autre est court » d'Aragon, dont voici un extrait : 
La barque à l'amarre

Dort au mort des mares

Dans l'ombre qui mue

Feuillards et ramures

La fraîcheur murmure

Et rien ne remue

Sauf qu'une main lasse

Un instant déplace

Un instant pas plus

La rame qui glisse

Sur les cailloux lisses

Comme un roman lu.
— Louis Aragon, Le Roman inachevé, « Le long pour l'un pour l'autre est court »

## Structure
Dans la majorité des pentassyllabes, le rythme est 2/3 (par exemple, dans l'extrait d'Aragon, les vers 1, 3, 4, 6 et 10), mais il peut également s'inverser en 3/2 (les vers 5, 8 et 9 du même extrait). Est aussi possible 1/4 (le vers 7) ou 4/1 (vers 11 et 12), voire un rythme ternaire (vers 2) : « Dort/ au mort/ des mares ».
La barque à l'amarre (1)

Dort au mort des mares (2)

Dans l'ombre qui mue (3)

Feuillards et ramures (4)

La fraîcheur murmure (5)

Et rien ne remue (6)

Sauf qu'une main lasse (7)

Un instant déplace (8)

Un instant pas plus (9)

La rame qui glisse (10)

Sur les cailloux lisses (11)

Comme un roman lu. (12)
— Louis Aragon, Le Roman inachevé, « Le long pour l'un pour l'autre est court »

## Exemples

### Isométrie
Ni vu ni connu

Hasard ou génie ?

À peine venu

La tâche est finie !
— Paul Valéry, Charmes, « Le Sylphe » (extrait)
Sans modifier l'exemple ci-dessus on peut le compléter en parlant d'hétérométrie qui consiste en l'usage de vers dont le nombre de syllabes diffère. Par exemple un vers de 8 syllabes puis un vers de 5 syllabes. Cela a pour but de donner un rythme particulier à la poésie, un sens et emmener le lecteur vers ce que souhaite l'auteur.

Un bel exemple en la matière est le poème de Baudelaire (Les Fleurs du mal), dont le titre est « Le serpent qui danse ». L'hétérométrie adoptée par l'auteur donne au texte une impression d'ondulation tant visuelle que parlée rappelant ainsi ce qu'est ou fait le serpent :
Que/ j'ai/me/ voir,/ belle/ in/do/lente, (8)

De/ ton/ corps/ si/ beau, (5)

Comme une étoffe vacillante, (8)

Miroiter la peau ! (5)
— Charles Baudelaire, Les Fleurs du mal, « Le serpent qui danse » (extrait)

### Chanson
Il faut oublier

Tout peut s'oublier

Qui s'enfuit déjà,

Oublier le temps

Des malentendus

Et le temps perdu

A savoir comment

Oublier ces heures

Qui tuaient parfois

A coups de pourquoi

Le cœur du bonheur

Ne me quitte pas

Ne me quitte pas

Ne me quitte pas

Ne me quitte pas
— Jacques Brel, Ne me quitte pas, extrait